# Sander Armée
Sander Armée (Leuven, 10 december 1985) is een Belgisch voormalig wielrenner. Hij is de broer van langebaanschaatser Nele Armée.

## Beginjaren
Armée fietste eerst vooral als training voor het inline-skaten, de sport die hij eerst in competitieverband deed. Maar omdat hij graag fietste sloot hij zich in 2002 aan bij De Toekomstvrienden Baal. Hij begon zijn carrière als junior, maar toch waren zijn beginjaren als junior toch nog altijd bedoeld als doorgedreven training voor het inline-skaten. Die sport had toen prioriteit. In zijn eerste jaar bij de junioren belandde Armée in de dertien wedstrijden waaraan hij deelnam vijfmaal keer in de top-10. Als tweedejaars junior wist hij twee wedstrijden te winnen.

## Inline-skaten
Armée werd in 2000 voor het eerst Belgisch kampioen inline-skaten. Dit herhaalde hij nog veertien keer. In 2002 beleefde hij zijn hoogtepunt in zijn inline-skatecarrière: hij werd Europees kampioen op de marathon. Dat seizoen veroverde hij ook veel eerste plaatsen in internationale wedstrijden.

## Wielrennen
Armée won zijn eerste wedstrijden als tweedejaars junior. Vanaf 2007 begon hij meer en ook grotere wedstrijden te winnen. Hij behaalde de provinciale titel in zowel de wegrit als het tijdrijden. Daarnaast won hij een rit in de Ronde van de provincie Luxemburg en twee regionale wedstrijden.
Op zijn eerste nationale kampioenschap bij de profs eindigde hij op plek 29.
In 2016 won Armée het bergklassement in de Ronde van Romandië. Een jaar later schreef hij in de Ronde van Spanje de achttiende etappe op zijn naam.
Eind 2022 maakte hij bekend dat hij stopte als profwielrenner na geen nieuwe ploeg te kunnen vinden en geen nieuw contract te krijgen bij Cofidis.

### Overwinningen
2009
4e en 7e etappe Ronde van Bretagne
Ardense Pijl
2015
Heistse Pijl
2016
Bergklassement Ronde van Romandië
2017
Bergklassement Ronde van Romandië
18e etappe Ronde van Spanje
2020
3e etappe Ronde van Poitou-Charentes

### Resultaten in voornaamste wedstrijden
| Jaar | Ronde van Italië | Ronde van Frankrijk | Ronde van Spanje |
| ---- | ---------------- | ------------------- | ---------------- |
| 2010 |                  |                     |                  |
| 2011 |                  |                     |                  |
| 2012 |                  |                     |                  |
| 2013 |                  |                     |                  |
| 2014 | 47e              |                     | 103e             |
| 2015 | 65e              |                     |                  |
| 2016 |                  |                     | 90e              |
| 2017 |                  |                     | 19e (1)          |
| 2018 | 57e              |                     | 73e              |
| 2019 |                  |                     | 73e              |
| 2020 | 47e              |                     |                  |
| 2021 |                  |                     | opgave           |
| 2022 |                  |                     |                  |

| Jaar | Ronde van Vlaanderen | Amstel Gold Race | Luik-Bast.‑Luik | Ronde van Lombardije | Waalse Pijl | Parijs-Tours |  | Wereldranglijsten |
| ---- | -------------------- | ---------------- | --------------- | -------------------- | ----------- | ------------ |  | ----------------- |
| 2010 |                      | 94e              | 85e             |                      | 35e         | 52e          |  |                   |
| 2011 |                      | 70e              | opgave          |                      | opgave      |              |  |                   |
| 2012 |                      | 81e              | 43e             |                      | 124e        |              |  |                   |
| 2013 |                      | 95e              | opgave          |                      |             |              |  |                   |
| 2014 |                      |                  | opgave          |                      | opgave      |              |  |                   |
| 2015 |                      |                  | 97e             | 96e                  | 68e         |              |  |                   |
| 2016 |                      |                  | 79e             | opgave               | 135e        |              |  |                   |
| 2017 |                      |                  |                 | opgave               | 81e         |              |  | 139e (UWT)        |
| 2018 |                      |                  |                 |                      |             |              |  |                   |
| 2019 |                      | opgave           | opgave          | opgave               | 71e         |              |  |                   |
| 2020 |                      |                  |                 |                      |             |              |  |                   |
| 2021 |                      | opgave           | 110e            |                      | 81e         |              |  |                   |
| 2022 | 48e                  | 81e              |                 |                      |             |              |  |                   |

## Ploegen
- 2007 –  Profel Ziegler Continental Team
- 2008 –  Profel Prorace Continental Team
- 2010 –  Topsport Vlaanderen-Mercator
- 2011 –  Topsport Vlaanderen-Mercator
- 2012 –  Topsport Vlaanderen-Mercator
- 2013 –  Topsport Vlaanderen-Baloise
- 2014 –  Lotto-Belisol
- 2015 –  Lotto Soudal
- 2016 –  Lotto Soudal
- 2017 –  Lotto Soudal
- 2018 –  Lotto Soudal
- 2019 –  Lotto Soudal
- 2020 –  Lotto Soudal
- 2021 –  Team Qhubeka-ASSOS
- 2022 –  Cofidis

Armée · Baugnies · Boeckmans · Coenen · De Gendt · De Ketele · Jacobs · G.Joseph · S.Joseph · Lodewyck · Mertens · Neirynck · Neyens · Steurs · Van Hecke · Van Staeyen · Van Vooren · Vanmarcke · Vandewalle · Vanspeybrouck · Jodts (stagiair) · Serry (stagiair) · Wallays (stagiair)
Armée · Baugnies · Boeckmans · Coenen · Cornu · De Ketele · De Vreese · Jacobs · Jodts · G.Joseph · S.Joseph · Mertens · Neirynck · Salomein · Serry · Steurs · Van Hecke · Van Staeyen · Van Vooren · Vanspeybrouck · Wallays · Waeytens (stagiair) 
Armée · Cornu · De Jonghe · De Ketele · De Vreese · Declercq · Jacobs · Jodts · Lietaer · Mertens · Neirynck · Salomein · Serry · Van Asbroeck · Van Hecke · Van Hoecke · Van Staeyen · Van Vooren · Vanoverberghe · Vandousselaere · Vanspeybrouck · Waeytens · Wallays
Armée · Cornu · De Buyst · De Jonghe · De Ketele · De Vreese · Declercq · Helven · Jacobs · Lampaert · Lietaer · Mertens · Neirynck · Salomein · Sprengers · Van Asbroeck · Van Hecke · Van Hoecke · Van Staeyen · Vanbilsen · Vandousselaere · Vanoverberghe · Vanspeybrouck · Waeytens · Wallays
Armée · Bak · Boeckmans · Breen · Broeckx · De Bie · Debusschere · De Clercq · Dehaes · Dockx · Gallopin · Greipel · Hansen · Henderson · Kaisen · Ligthart · Monfort · Roelandts · Sieberg · Vallée · Van den Broeck · Van der Sande · D. Vanendert · J. Vanendert · Van Genechten · Vervaeke · Wellens · Willems · Benoot (stagiair) · Meurisse (stagiair) · Naesen (stagiair)
Armée · Bak · Benoot · Boeckmans · Breen · Broeckx · De Buyst · De Bie · Debusschere · De Clercq · De Gendt · Dehaes · Dockx · Gallopin · Greipel · Hansen · Henderson · Ligthart · Monfort · Roelandts · Sieberg · Vallée · Van den Broeck · Van der Sande · D.Vanendert · J.Vanendert · Vervaeke · Wellens · Frison (stagiair) · Van Gestel (stagiair) · Van Rooy (stagiair)
Armée · Bak · Benoot · Boeckmans · Broeckx · De Buyst · De Bie · De Clercq · De Gendt · Debusschere · Dockx · Frison · Gallopin · Greipel · Hansen · Henderson · Ligthart · Marczyński · Monfort · Roelandts · Sieberg · Valls · Van der Sande · Vanendert · Vervaeke · Wallays · Wellens · Deltombe (stagiair) · Goolaerts (stagiair) · Shaw (stagiair)
Armée · Bak · Benoot · Boeckmans · De Bie · De Buyst · De Clercq · De Gendt · Debusschere · Frison · Gallopin · Greipel · Hansen · Hofland · Maes · Marczyński · Mertz · Monfort · Roelandts · Shaw · Sieberg · Valls · Van der Sande · Vanendert · Vervaeke · Wallays · Wellens · Wouters · Leysen (stagiair) · Planckaert (stagiair) · Van Gompel (stagiair)
Armée · Bak · Benoot · Campenaerts     · De Buyst · De Gendt · Debusschere · Frison · Greipel · Hansen · Hofland · Keukeleire · Lambrecht · Maes · Marczyński · Mertz · Monfort · Naesen · Shaw · Sieberg · Van der Sande · Vanendert · Wallays · Wellens · Wouters
Armée · Benoot · Blythe · Campenaerts   · De Buyst · De Gendt · Dewulf · Ewan · Frison · Hagen · Hansen · Iversen · Keukeleire · Kluge · Lambrecht · Maes · Marczyński · Mertz · Monfort · Naesen · Thijssen · Van der Sande · van Goethem · Van Moer · Vanendert · Vanhoucke · Wallays · Wellens · Wouters
Armée · Cras · De Buyst · De Gendt · Degenkolb · Dewulf · Dibben · Ewan · Frison · Gilbert · Goossens · Hagen · Hansen · Holmes · Iversen · Kluge · Maes · Marczyński · Mertz · Oldani · Thijssen · Van der Sande · Van Goethem · Van Moer · Vanhoucke · Vermeersch (vanaf 1 juni) · Wallays · Wellens
Armée · Aru · Barbero · Bennett · Brown · Campenaerts · Claeys · Clarke · Dlamini · Frankiny · Gogl · Hansen · Henao · Janse van Rensburg · Lindeman · Nizzolo  · Pelucchi · Power · Pozzovivo · Schmid · Stokbro · Sunderland · Tanfield · Vacek · Vinjebo · Walscheid · Wiśniowski
Allegaert · Armée · Bidard · Bohli · Carvalho · Champion · Cimolai · Consonni · Coquard · Delettre · Fernández · Finé · Geschke · Jesús Herrada · José Herrada · Izagirre · Kreder · Lafay · Martin · Perez · Périchon · Renard · Rochas · Sajnok · Thomas · Toumire · Vanbilsen · Villella · Wallays · Walscheid · Zingle · Kolze Changizi (stagiair) · Lecamus-Lambert (stagiair) · Wood (stagiair)